# Наченславиці
Наченславиці (пол. Naczęsławice, нім. Groß Nimsdorf) — село в Польщі, у гміні Павловички Кендзежинсько-Козельського повіту Опольського воєводства.
Населення — 507 осіб (2011).

## Демографія
Демографічна структура станом на 31 березня 2011 року:
|          | Загалом | Допрацездатний вік | Працездатний вік | Постпрацездатний вік |
| -------- | ------- | ------------------ | ---------------- | -------------------- |
| Чоловіки | 239     | 48                 | 157              | 34                   |
| Жінки    | 268     | 43                 | 171              | 54                   |
| Разом    | 507     | 91                 | 328              | 88                   |